# 벼랑 끝의 아이들
《벼랑 끝의 아이들》은 소외되어 한계 상황에 처한 아이들을 응원하고 조금이라도 나아질 수 있게 하기 위한 프로그램으로서 고난과 어려움에 처한 아이들을 보여주는 JTBC의 다큐멘터리 프로그램이다.

## 방송 시간
- 2013년 9월 21일 ~ 2014년 1월 11일 : 토요일 오전 6시 55분